# 鄭鼎
鄭鼎（1895年4月18日—1953年），祖籍福建省漳州府金埔縣，臺灣醫師，彰化二水政治人物。

## 生平
1895年4月18日，鄭鼎出生，為二水鄉望族鄭廷魁之子。二水公學校本科卒業後，即考進台中州立台中第一中學（今台中一中）。高中畢業當年，考進台灣總督府立台北醫學專門學校（今台灣大學醫學院前身）攻讀醫學。
1919年自台北醫學專門學校卒業，隔年再度進入改制後的台北醫學校（即原來之台北醫學專門學校）專攻熱帶醫學。畢業後奉派擔任台北紅十字醫院醫師，後因感念家鄉醫師缺乏，鄉親就醫不便。1921年返鄉開設「英源醫院」，使其成為二水鄉出身第一位西醫師。
1921年二水信用組合設立，被選為監事。1923年擔任二水協議會員，在二水庄財政最窘困之時，亟思以最少的經費，發揮最大的效果。其後並任二水信用組合監事推薦。
1953年，競選二水鄉鄉長，以最高票當選，然尚未走馬上任，即因病逝世。

## 家族
原配吳玉女夫人，本縣埤頭鄉望族，為前埤頭鄉長吳良銀之胞妹，育有二男；長男瑞堂畢業於台大醫學院，長媳許幼緞，彰化縣北斗鎮人，彰化高女畢業，曾任二水國小教師、婦女會理事長，並曾於1977年獲選彰化縣「婦女楷模」。鄭瑞堂醫師繼承其父衣缽，擔任英源醫院院長，行醫五十年，現已退休。其長子鄭智仁為生殖醫學界之專家，同時也是一名本土音樂的創作家；次子英明、三子芳仁為眼科醫師，分別擔任中國醫藥學院、北港媽祖醫院眼科主任，一家三代均懸壺濟世，堪稱杏林世家。
日本昭和3年(1928)間，鄭鼎原配吳玉女夫人因病過世，繼室劉早夫人，台北靜修女校畢業，治家精勤，育有五男四女，皆畢業於高等學府，多任職於教育界。民國51年(1962)劉夫人去世，同年，七男天助考入高雄醫學院畢業後赴美，所學專長於心臟內科方面，現為僑務委員。
鄭鼎一生療治民間疾苦，熱心服務鄉梓，造福鄉民，頗受鄉里的敬重與愛戴，有「二水土地公」之稱。
- 妻：
  - 原配：吳玉女夫人
  - 繼室：劉早夫人

- 子：
  - 長男：鄭瑞堂
  - 長媳：許幼緞

- 孫：
  - 長孫：鄭智仁
  - 次孫：鄭英明
  - 三孫：鄭芳仁